# Christian Karagiannidis
Christian Karagiannidis (* 17. Dezember 1973 in Jugenheim a. d. Bergstraße) ist ein deutscher Facharzt für Innere Medizin, Pneumologie und Intensivmedizin. 2021 wurde er als Präsident der Deutschen Gesellschaft für Internistische Intensivmedizin und Notfallmedizin (DGIIN) in den Corona-Expertenrat der deutschen Bundesregierung berufen. 2024 wurde er in das Nachfolgegremium berufen, den Expertenrat Gesundheit und Resilienz.

## Leben
Karagiannidis studierte an der Heinrich-Heine-Universität Düsseldorf. 2005 wurde er an der Ruhr-Universität Bochum mit der Dissertation Activin A und TGF-β1 [TGF-Beta-1] bei Asthma bronchiale. Differentielle Expression und gemeinsame Funktionen sowie deren Regulation durch Glukokortikoide promoviert. 2011 wurde er an der Universität Regensburg habilitiert und im selben Jahr an den ersten Lehrstuhl für extrakorporale Lungenersatztherapie an die Universität Witten/Herdecke berufen. In dem zur Universität gehörenden Klinikum Köln-Merheim leitet er seither das ARDS- und ECMO-Zentrum der Lungenklinik.

## Akademischer Lebenslauf
- 2002–2005: Forschungsaufenthalt am Schweizerischen Institut für Allergie und Asthmaforschung (SIAF), Schwerpunkt regulatorische T-Zellen
- 2011: Habilitation Universität Regensburg Induction and Modulation of immuneregulatory cells in asthma and influence on airway remodelling
- 2016: Professur für extrakorporale Lungenersatzverfahren der Universität Witten/Herdecke, Förderung von Projekten zur Langzeitlungenunterstützung durch das Bundesministerium für Bildung und Forschung (BMBF) und LifeSciences.NRW[2]

## Funktionen
- 2018–2020: President Elect der Deutschen Gesellschaft für Internistische Intensivmedizin und Notfallmedizin (DGIIN)
- seit 2019: Sprecher der Sektion Respiratorisches Versagen der Deutschen Interdisziplinären Vereinigung für Intensiv- und Notfallmedizin (DIVI)
- seit 2019: Sprecher der Sektion Acute Critical Care der European Respiratory Society (ERS)
- seit 2020: Präsident der Deutschen Gesellschaft für Internistische Intensivmedizin und Notfallmedizin
- 2020: Aufbau des DIVI-Intensivregisters in Zusammenarbeit mit dem Robert Koch-Institut (RKI), einer Echtzeit-Datenerfassungs- und Analyseumgebung für Intensivbettenkapazitäten und aggregierte Fallzahlen für Deutschland
- seit 2021: Mitglied des Corona-Expertenrats der Deutschen Bundesregierung
- 2022: Mitglied der 17. Bundesversammlung auf Vorschlag der Grünen-Fraktion im nordrhein-westfälischen Landtag.

## Auszeichnungen
- 2004: Curt-Dehner-Preis für chronisch-obstruktive Atemwegserkrankungen („Glucocorticoids upregulate FOXP3 expression and regulatory T cells in asthma“, J Allergy Clin Immunol. 2004 Dec; 114(6):1425-33)
- 2011: 2. Preis der Deutschen Gesellschaft für Pneumologie („Autoregulation of ventilation with neurally adjusted ventilatory assist on extracorporeal lung support“, Intensive Care Med. 2010 Dec; 36(12):2038-44)
- 2016: Preis der Deutschen Gesellschaft für Internistische Intensivmedizin und Notfallmedizin („Extracorporeal membrane oxygenation: evolving epidemiology and mortality“ Intensive Care Med. 2016 May;42(5):889-96)
- 2024: DIVI-Ehrenmedaille[3]

## Publikationen
- mit Boris Augurzky und Mark Dominik Alscher: Die Gesundheit der Zukunft. Wie wir das System wieder fit machen Das Gesundheitssystem in Deutschland reformieren: Anforderungen, Probleme und Lösungsansätze aus Expertensicht. S. Hirzel, Stuttgart 2025, ISBN 978-3-7776-3499-9.